# 旧海弗莱鲁汶
旧海弗莱鲁汶（荷蘭語：Oud-Heverlee Leuven，荷蘭語發音：[ˈʌut ˈɦeː.vər.ˌleː ˈløː.və(n)]）是比利時的一家足球俱樂部。參加比利時足球超級聯賽的賽事。

## 外部連結
- 官方網站 （页面存档备份，存于）

1. ↑  King Power at Den Dreef Stadion (as of 30/03/2018)